# Väster-Dalsvallen
Väster-Dalsvallen este o arie protejată (arie specială de conservare — SAC, sit de importanță comunitară — SCI) din Suedia întinsă pe o suprafață de 2,4 ha, integral pe uscat.

## Localizare
Centrul sitului Väster-Dalsvallen este situat la coordonatele 63°12′58″N 12°25′18″E / 63.2162°N 12.4218°E.

## Înființare
Situl Väster-Dalsvallen a fost declarat sit de importanță comunitară în mai 2006 pentru a proteja un număr necunoscut de specii din flora spontană și fauna sălbatică aflate în arealul zonei. Situl a fost protejat și ca arie specială de conservare în decembrie 2017.

## Biodiversitate
Situată în ecoregiunea alpină, aria protejată conține 3 habitate naturale: Fânețe montane, Pajiști aluvionare boreale nordice, Păduri nordice subalpine/subarctice cu Betula pubescens ssp. czerepanovii.
La baza desemnării sitului se află un număr nedeclarat de specii protejate.